# Ключі від машини
«Ключі від машини» («Les Clefs de bagnole») — французька кінокомедія 2003 року, знята режисером Лораном Баффі.

## Сюжет
Історія про те, як зустрілися одного разу приятелі Лоран і Даніель, і один із них виявив, що загубив ключі. Він знайде їх, зрештою, у власному піджаку, але між втратою і знахідкою трапиться гігантська, божевільна, неймовірна кількість безглуздостей.

## У ролях
- Лоран Баффі — Лоран
- Даніель Руссо — Даніель
- Карина Ляшенко — епізод
- Бруно Соло — епізод
- Гі Леклюз — епізод
- Ален Шаба — епізод
- Жан Луїзі — епізод
- Франсуа Роллен — епізод
- Костянтин Александров — епізод
- Шанталь Ладезу — епізод
- Жан-Марі Бігар — епізод
- Жерар Депардьє — епізод
- Мадо Морен — епізод
- Франсуаза Пінквасер — епізод
- Мішель Галабрю — епізод
- Тіккі Ольгадо — епізод
- Клод Беррі — епізод
- Жамель Деббуз — епізод
- Домінік Фарруджіа — епізод
- Шарль Гассо — епізод
- Жерар Депардьє — епізод
- Ален Сард — епізод
- Ален Терзіан — епізод
- П'єр Ардіті — епізод
- Іван Атталь — епізод
- П'єр Рішар — епізод
- Даніель Отей — епізод
- Едуар Баер — епізод
- Жан-Марк Барр — епізод
- Домінік Беснеар — епізод
- Мішель Бужена — епізод
- Дідьє Бурдон — епізод
- Патрік Брауде — епізод
- Жан-Клод Бріалі — епізод
- Бернар Кампан — епізод
- Гійом Кане — епізод
- Ерік Кантона — епізод
- Антуан де Кон — епізод
- Жерар Дармон — епізод
- Жан-П'єр Дарруссен — епізод
- Лоран Дойч — епізод
- Жан Дюжарден — епізод
- Альбер Дюпонтель — епізод
- Дьєдонне — епізод
- Гад Ельмалех — епізод
- Мусс Діуф — епізод
- Тьєррі Фремон — епізод
- Жак Гамблен — епізод
- Маріюс Коллуччі — епізод
- Марсель Готліб — епізод
- Жерар Жюньо — епізод
- Кад Мерад — епізод
- Олів'є Бару — епізод
- Жерар Ланвен — епізод
- Александра Саррамона — епізод
- Марк Лавуан — епізод
- Самюель Ле Б'ян — епізод
- Паскаль Лежитімю — епізод
- Венсан Лендон — епізод
- Тьєррі Лермітт — епізод
- Бернар Мене — епізод
- Едді Мітчелл — епізод
- Венсан Перес — епізод
- Бруно Пуцулу — епізод
- Моріс Бартелемі — епізод
- Марина Фоїс — епізод
- Еліза Ларніколь — епізод
- П'єр-Франсуа Мартен-Лаваль — епізод
- Жан-Поль Рув — епізод
- Паскаль Венсан — епізод
- Жан Рошфор — епізод
- Елі Семун — епізод
- Патрік Тімсі — епізод
- Мікаель Юн — епізод
- Рошді Зем — епізод
- Гі Бідо — епізод
- Софі Марсо — епізод
- Шарль Жерар — епізод
- Шанталь Лобі — епізод
- Клер Мор'є — епізод
- Бруно Мойно — епізод
- Фредерік Міттеран — епізод
- Енріко Масіас — епізод
- Мішель Мюллер — епізод
- Жан-Фелікс Лалан — епізод
- Режі Лапале — епізод

## Знімальна група
- Режисер — Лоран Баффі
- Сценарист — Лоран Баффі
- Оператор — Філіпп Вене
- Композитор — Рамон Піпен
- Продюсер — Лоран Баффі